# Фенн, Шерилин
Ше́рилин Фе́нн (англ. Sherilyn Fenn; род. 1 февраля 1965, Детройт, Мичиган, США) — американская актриса, наиболее известна как исполнительница роли Одри Хорн в телевизионном сериале Дэвида Линча «Твин Пикс».

## Ранние годы
Шерилин родилась в Детройте, штат Мичиган в семье музыкантов. Её мать, Арлин Кватро, — пианистка. Тётя, Сьюзи Кватро, — популярная певица и басистка. Дед, Арт Кватро, был джазовым музыкантом, а отец, Лео Фенн, — музыкальный менеджер. По материнской линии имеет итальянские и венгерские корни, а по отцовской — ирландские и французские. Она была воспитана католичкой.
Её семья жила в разных местах, прежде чем поселиться в Лос-Анджелесе, когда Шерилин было 17 лет.
Фенн не хотела снова переходить в новую школу, поэтому она бросила учёбу после первого года обучения и решила заняться актёрским мастерством, поступив в Театральный институт Ли Страсберга.

## Актерская карьера

### Начало карьеры (1984—1989)
Фенн начала свою карьеру с участия в нескольких B-фильмах, включая «Без тормозов» (1984) (где её партнёром был Крис Пенн), фильм о скейтерах «Столкновение» (1986) (где она снялась вместе с Джошем Бролином), фильм ужасов «Дух мщения» (1986) (c Чарли Шином и Ником Кассаветисом), «Школа зомби» (1986) (c Вирджинией Мэдсен) и эротический фильм «Меридиан» (1990), вдохновленный сказкой «Красавица и Чудовище». Она также сыграла роль в комедии «Парень что надо» (1985), где она пыталась соблазнить подростковую девочку, которая выдавала себя за мальчика (эту роль сыграла — Джойс Хайзер).
Фенн снялась в студенческом фильме 1985 года «Манекены», режиссированном Лори Фрэнк для Американского института кино, где её партнёром был Джонни Депп. Позже Фенн и Депп встречались три с половиной года и даже обручились, а также снялись вместе в одной из серий первого сезона сериала «Джамп стрит, 21» (1987) под названием «Blindsided».
Фенн получила свою первую главную роль в эротической драме Залмана Кинга «Слияние двух лун» (1988), где она сыграла помолвленную наследницу старой южной семьи, которая влюбляется в работника цирка Ричарда Тайсона. Однако после выхода фильма Фенн почувствовала стыд и решила спрятаться на целый год:
Я была так смущена тем, как все получилось, что ушла в себя на целый год после этого.
Оригинальный текст (англ.)I was so embarrassed about how it turned out that I went into a cocoon for a year afterwards 
Многие люди говорили плохие вещи обо мне за то, что я снялась в таком сексуальном фильме. Но я решила сделать это, потому что мне НЕ было комфортно с материалом. Я не хотела делать выбор, который всегда ставил бы меня в комфортное и безопасное место. Я думала, что это приведет к интересным событиям и я вырасту. Интересные вещи действительно произошли. Я плакала в конце всех своих любовных сцен.Оригинальный текст (англ.)A lot of people said some really bad things about me for doing such a sexy movie. But I decided to do it because I wasn't comfortable with the material. I didn't want to make choices that would always put me in a place that was comfortable and secure. I thought interesting things would happen and I would grow. Interesting things did happen. I cried at the end of all my love scenes.

### Путь к успеху (1990—1991)
Прорывом карьеры Фенн стало её участие в телесериале «Твин Пикс», созданным Дэвидом Линчем и Марком Фростом, где она получила роль искушающей и безрассудной Одри Хорн — кокетливой старшеклассницы. Персонаж Одри стал одним из самых популярных среди поклонников, в частности благодаря её, безответной любви к специальному агенту ФБР Дэйлу Куперу (сыгранному Кайлом Маклахланом) и стилю из 1950-х годов (с её седельными туфлями, клетчатыми юбками и обтягивающими свитерами). Фенн стала культовой благодаря сцене, где она танцует под музыку Анджело Бадаламенти, а также сцене, где она умело, языком, завязала стебель вишни в узел. «С Шерилин Фенн „Твин Пикс“ легко уничтожил всякую другую сексуальность», — говорил один из её коллег по сериалу, Джеймс Маршалл. В интервью сентября 1990 года Фенн отмечала: 
Одри — это женщина-ребенок, которая одевается как девушки 50-х годов и демонстрирует своё тело. Но она в то же время маленькая папина девочка.Оригинальный текст (англ.)Audrey is a woman-child who dresses like the girls in the '50s and shows her body. But she's daddy's little girl at the same time.
 Во втором сезоне, когда идея связать Одри с Купером была отменена, Эндрю была связана с другими персонажами, такими как Бобби Бриггс (сыгранный Дэнем Эшбруком) и Джон Джастис Уиллер (Билли Зейн).

Говоря о своем персонаже Фенн говорила: 
Одри была чем-то замечательным для меня. Она позволила мне проявить свою более озорную и веселую сторону, которую я подавляла, стараясь быть взрослой. Она показала, что использование силы, которой обладает женщина, чтобы быть иногда манипулятивной и проказливой, — это нормально. Она бескомпромиссно добивается того, чего хочет, и берет это. Я считаю это поистине восхитительным. Мне нравится её такой характер.Оригинальный текст (англ.)Audrey's been great for me. She has brought out a side of me that's more mischievous and fun that I had suppressed, trying to be an adult. She has made it OK to use the power one has as a woman to be manipulative at times, to be precocious. She goes after what she wants vehemently and she takes it. I think that's really admirable. I love that about her.
Непосредственно после съемок первой серии «Твин Пикс» Дэвид Линч дал ей небольшую роль в фильме «Дикие сердцем», где она сыграла девушку, пострадавшую в автомобильной катастрофе и одержимую содержимым своей сумки вместе с Николасом Кейджем и Лорой Дерн. Фильм получил «Золотую пальмовую ветвь» на Каннском кинофестивале в 1990 году.
Также в этот период Фенн появилась на обложке и в обнаженной фотосессии в декабрьском номере журнала Playboy 1990 года.

### После «Твин Пикс» (1992—1995)
После «Твин Пикс» Фенн решила сосредоточиться на расширении своего диапазона ролей и была настроена избежать попадания в шаблоны. Она отказалась от спин-оффа «Одри Хорн», и не вернулась для съемок приквела 1992 года «Твин Пикс: Сквозь огонь», так как на тот момент снималась в другом фильме — «О мышах и людях».
Одной из ярких моментов кинокарьеры Фенн стал фильм Гэри Синиза «О мышах и людях», в котором она сыграла грустную и одинокую сельскую жену, отчаянно нуждающуюся в ком-то для душевного разговора, вместе с Гэри Синизом и Джоном Малковичом. В том же году она сыграла роль амбициозной стриптизерши Шерил Энн ДюЖен в фильме Джона Маккензи «Руби» о Джеке Руби, где также снимались Дэнни Айелло и другие. Шерил Анн ДюЖен — вымышленный персонаж, состоящий из нескольких реальных женщин, включая стриптизершу Кэнди Барр, Мэрилин Монро и Джудит Кэмпбелл Экснер.
В 1993 году она снялась в романтической комедии «Три сердца» в роли объекта любви героев Келли Линч и Уильяма Болдуина. Во время съемок отношения между Фенн и режиссёром Юреком Богайевичем охладели, так как она отказалась появляться голой в фильме.
Ещё одна заметная роль Фенн была в фильме «Елена в ящике», режиссёром которого была дочь Дэвида Линча — Дженнифер Чэмберс Линч. Фенн сыграла роль нарциссической соблазнительницы, которой ампутируют конечности, а затем держит в плену Джулиан Сэндс, чтобы она стала его персональной Венерой Милосской и принадлежала только ему.
В 1995 году она снялась в одной из серий «Байки из склепа», режиссёром которой был Роберт Земекис, вместе с Изабеллой Росселлини и Джоном Литгоу, в которой она сыграла любовницу Хамфри Богарта, который появлялся в серии благодаря спецэффектам CGI.
После короткого перерыва, во время которого она вышла замуж и родила сына, Фенн была выбрана из более чем 100 актрис для роли Элизабет Тейлор в телевизионном фильме NBC 1995 года Лиз: История Элизабет Тейлор. Фенн назвала эту роль «вероятно, самой трудной работой, которую я когда-либо делала».

### Середина 90-х игостевые участия
Со второй половины 90-х Фенн стала больше сниматься в телевизионных и независимых кинофильмах. В 1996 году она присоединилась к ансамблю актёров в романтической комедии «Личная жизнь» в роли официантки, которая пытается стать писательницей и перестраивать свою жизнь. Фенн также появилась в романтической комедии «Напиши сценарий» 1997 года вместе с Джереми Пивеном, в роли актрисы мечты водителя голливудского туристического автобуса, которая принимает его за известного сценариста.
В эпизоде «Эпизод с экс-партнёром Фиби» сериала «Друзья», который вышел в 1997 году, Фенн снялась в гостевой роли бывшей подруги Мэтта Леблана по имени Джинджер, у которой есть протез правой ноги. Она заявила: «Мне нравится этот сериал. Я была рада быть его частью».
Также в 1997 году она была выбрана на роль главной героини в шоу ABC «Добыча» (изначально названное «Жажда выживания») и сыграла в неснятом оригинальном пилотном эпизоде. Однако после завершения съемок руководство студии внезапно заменило Фенн Деброй Мессинг, пересняв весь пилот.
Фенн сыграла главную роль в британской психологической драме «Темнота наступает» 1998 года в качестве богатой и несчастной жены, которая находится в изоляции со своим мужем (сыгранным Тимом Даттоном) устроенной человеком (Рэем Уинстоном), решившим понять события, приведшие к тому, что его жена оказалась в коме. Во время съемок фильма на острове Мэн в конце 1997 года, Фенн рассматривала возможность переезда в Лондон, чтобы начать европейскую карьеру, но в конечном итоге решила остаться в США.

### Возвращение на телевидение
Фенн сыграла главную роль в ситкоме Showtime «Внезапное пробуждение». Её персонаж — Билли Фрэнк, алкоголичка и бывшая актрисы мыльной оперы, которая пытается отказаться от алкоголя и стать писательницей. Сериал был показан с 1998 по 2001 годы и снят с участием Линн Редгрейв, Джонатана Пеннера и Марио Ван Пиблза.
В 1998 году Фенн снова снялась вместе с Джереми Пивеном в одном из эпизодов сериала «Купидон» в роли его любовницы.
В 1999 году Фенн вместе с Крисом Пенном снялась в фильме «Цемент», режиссёрском дебюте Эдриана Пасдара в жанре нео-нуар. Она также снялась в семейной комедии «Мертвый сезон» режиссёра и актёра Брюса Дэвисона в 2001 году на канале Showtime, где её партнёрами были Рори Калкин, Хьюм Кронин и Адам Аркин.
Затем Фенн снялась вместе с Джоном Тенни в пилотном эпизоде ремейка «Любовь по-американски» на телеканале ABC для телевизионного сезона 1998—1999 годов. Хотя сериал не был продолжен, он был показан в качестве специального выпуска 20 февраля 1999 года. Среди гостей также были Маришка Харгитей, Стивен Экхольдт, Фенн, Джон Тенни, Мелисса Джоан Харт, Мэтт Летчер, Джоэли Фишер, Том Верика и сценарист/продюсер Уинни Холзман.

### 2001—2010
После сериала «Внезапное пробуждение» Шерилин Фенн появилась в нескольких эпизодах разных телешоу. В середине 2000-х она участвовала во многих проектах, которые так и не были реализованы.
В 2001 году она снялась в эпизоде «Реплика» сериала «За гранью возможного», где сыграла ученого, которая добровольно клонировалась. Она также снялась в эпизоде «Ночные видения» в роли женщины, которая купила подержанный автомобиль, в котором обитает мстительный дух. Её выбрали для роли учительницы детского сада в пилотной серии американской версии британского телешоу «Слепцы» (2001) вместе с Френчем Стюартом, но сериал так и не был снят.
В 2002 году Фенн была одним из бывших звезд «Твин Пикс», включая Дана Эшбрук и Мэдхен Эмик, которые получили роль в сериале «Бухта Доусона» на телеканале The WB. Она снялась в трех эпизодах пятого сезона в роли Алекс Пёрл, соблазнительного менеджера ресторана, где работает Джошуа Джексон. Позже её выбрали для роли Харли Квинн в сериале «Хищные птицы» на канале The WB, но её заменила Миа Сара. Фенн снялась в оригинальном пилотном эпизоде, но вышла из проекта из-за конфликтов в расписании, так как создатели сериала решили, что персонаж Харли Квинн должен играть более важную роль в сериале. Она также сыграла манипулятивную женщину в эпизоде четвёртого сезона «Закон и порядок: Специальный корпус» вместе с Кристофером Мелони и Маришкой Харгитей, а также появилась в сериале «Наблюдение за Элли».
Фенн сыграла главаря преступной группировки в фильме 2002 года «Ограбление века» вместе с Томом Сайзмором. Она также снялась в небольшой роли в фильме «Соединённые штаты Лиланда» вместе с Райаном Гослингом, где сыграла мать, которая занимается воспитанием проблемного подростка.
В 2003 году Фенн снялась в эпизоде «Здесь идет сын» сериала The WB «Девочки Гилмор» в роли Саши, подруги отца Джесса Мариано (сыгранного Робом Эстесом), который был пилотной серией для спин-оффа «Windward Circle» с Майло Вентимилья, Эстесом и Фенн в главных ролях. Однако сеть отменила проект, ссылаясь на проблемы с бюджетом из-за съемок в реальном месте — пляж Венис в Лос-Анджелесе.
Она сыграла повторяющуюся роль Вайолет Монтгомери в сериале «Бостонская школа» на канале Fox (2003—2004) и появилась в фильме «Пещерный человек» на Showtime (2004) вместе с Кирой Седжвик. В 2004 году Фенн снялась в эпизоде «Морская полиция: Спецотдел» вместе с бывшим коллегой Марком Хэрмоном, где играла женщину с амнезией. Позже её выбрали для роли в ремейке «
Мистера Эда» на канале Fox, но после съемки пилотного эпизода сценарист и продюсер шоу Дрейк Сатер покончил с собой, и пилотный эпизод не вышел в эфир.
В 2004 году Фенн снялась вместе с Трейси Лордс и Полом Йоханссоном в фильме Эмили Скопов «Любовь в большом городе», который вышел в 2006 году. В этом фильме она сыграла владелицу магазина для беременных, которая сама не может иметь детей. Затем она появилась в фильме о боевых искусствах «Меньшее из трех зол» вместе с Хо Сун Паком, Питером Грином и Роджером Гуэнвёром Смитом, где сыграла неуравновешенную алкоголичку — жену коррумпированного детектива. Фильм был выпущен в 2009 году под названием «Кулак воина».
В 2005 году Фенн снялась в эпизоде сериала «4400», где играла Джин ДеЛин Бейкер — одну из женщин, обладающих сверхспособностями, которая может выращивать на своих руках споры, выделяющие токсины. Также она появилась в последнем эпизоде сериала «Справедливая Эми».
После съемок в российском боевике «Охотники за сокровищами» с Александром Невским, Фенн снялась в канадском психологическом триллере «Считать погибшей» вместе с Дунканом Реджером. В этом фильме она сыграла детектива, работающего над делом о пропавшем человеке, который должен противостоять криминальному писателю.
В 2006 году Фенн вновь сотрудничала с Эми Шерман-Палладино и появилась в шестом и седьмом сезонах сериала «Девочки Гилмор» в роли Анны Нардини — бывшей подруги Люка Дэйнса (сыгранного Скоттом Паттерсоном) и матери его дочери Эйприл. После неудачи проекта спин-оффа сериала «Девочки Гилмор» в 2003 году, Шерман-Палладино по-прежнему хотела работать с Фенн и написала роль Анны, думая о ней.
Фенн была выбрана в качестве женской главной роли в комедийном сериале «Три луны над Милфордом» на ABC в 2006 году, но в итоге её заменила Элизабет Макговерн. Фенн была выбрана на повторяющуюся роль в криминальной драме «Смит» на CBS в 2006 году, но шоу быстро было отменено.
Она появилась в преквеле «Придурки из Хаззарда», вышедшем в 2007 году, в роли Лулу Хогг. «Это просто забавная и глупая роль», — сказала Фенн. Но так как она уже работала с режиссёром Робертом Берлингером на сериале «Внезапное пробуждение», она хотела поработать с ним ещё раз.
В июле 2006 года, вскоре после съемок преквела «Придурки из Хаззарда», Фенн впервые стала работать за камерой и сняла документальный фильм о программе развития детей CosmiKids и её основательнице Джуди Джулин в Питтсбурге. Затем в 2007 году она присоединилась к исполнительной команде компании CosmiKids в качестве исполнительного директора отдела кино и телевидения.
В июле 2008 года Фенн сняла фильм «Сценестеры», черную комедию, созданную группой The Vacationeers из Лос-Анджелеса, который вышел в прокат в октябре 2009 года. В июле 2009 года Фенн появилась в эпизоде сериала «В простом виде» в роли лесбийской фальшивомонетчицы.

### 2010—2017
В декабре 2010 года Фенн появилась в эпизоде «Dual Spires» пятого сезона сериала «Ясновидец» вместе с другими актёрами из «Твин Пикс» в роли сексуальной библиотекарши Модетт Хорнсби. Эпизод являлся данью уважения «Твин Пикс» и содержал множество отсылок на сериал.

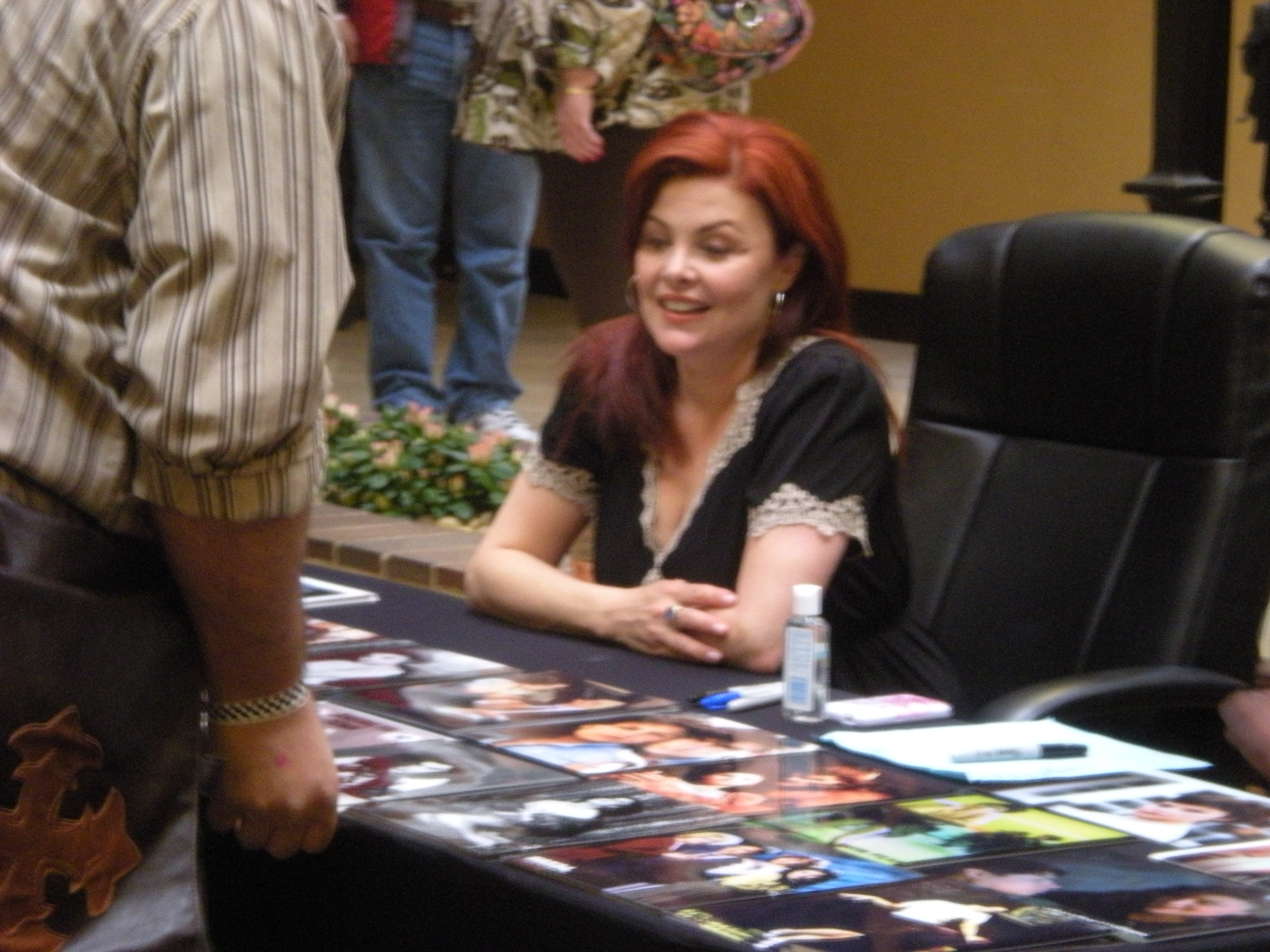
Шерилин Фенн в 2010 году.

В 2014 году снялась в биографическом фильме История Бриттани Мерфи, где сыграла роль Шэрон Мерфи — матери Бриттани Мерфи. Также в этом году исполнила роль Донны Кокран из сериала Рэй Донован.
В феврале 2016 года она присоединилась к актёрскому составу американской версии сериала «Бесстыжие». Также в этом году Фенн написала и выпустила книгу для детей под названием «No Man’s Land» о мальчике страдающем аутизмом. Она была вдохновлена на написание книги после того, как её второму сыну, Кристиану, поставили диагноз аутизм.
В 2017 году Фенн сыграла роль Карен Стрит, отчужденной матери Джима Стрита, в сериале «Спецназ города ангелов».

### «Твин Пикс» (2017)
Первые подтверждения о том, что Шерилин Фенн вернется на третий сезон, появились в январе 2016 года. В 2017 году, как и ожидалось, Фенн вновь приняла участие в третьем сезоне телесериала «Твин Пикс». Шерилин Фенн была одним из ключевых актёров в оригинальном сериале, её персонаж — Одри Хорн, стал одним из самых знаковых и любимых. Поэтому, когда она вернулась на свою роль в третьем сезоне многие фанаты были разочарованы, что её персонаж появлялся на экране не так часто, как они ожидали.

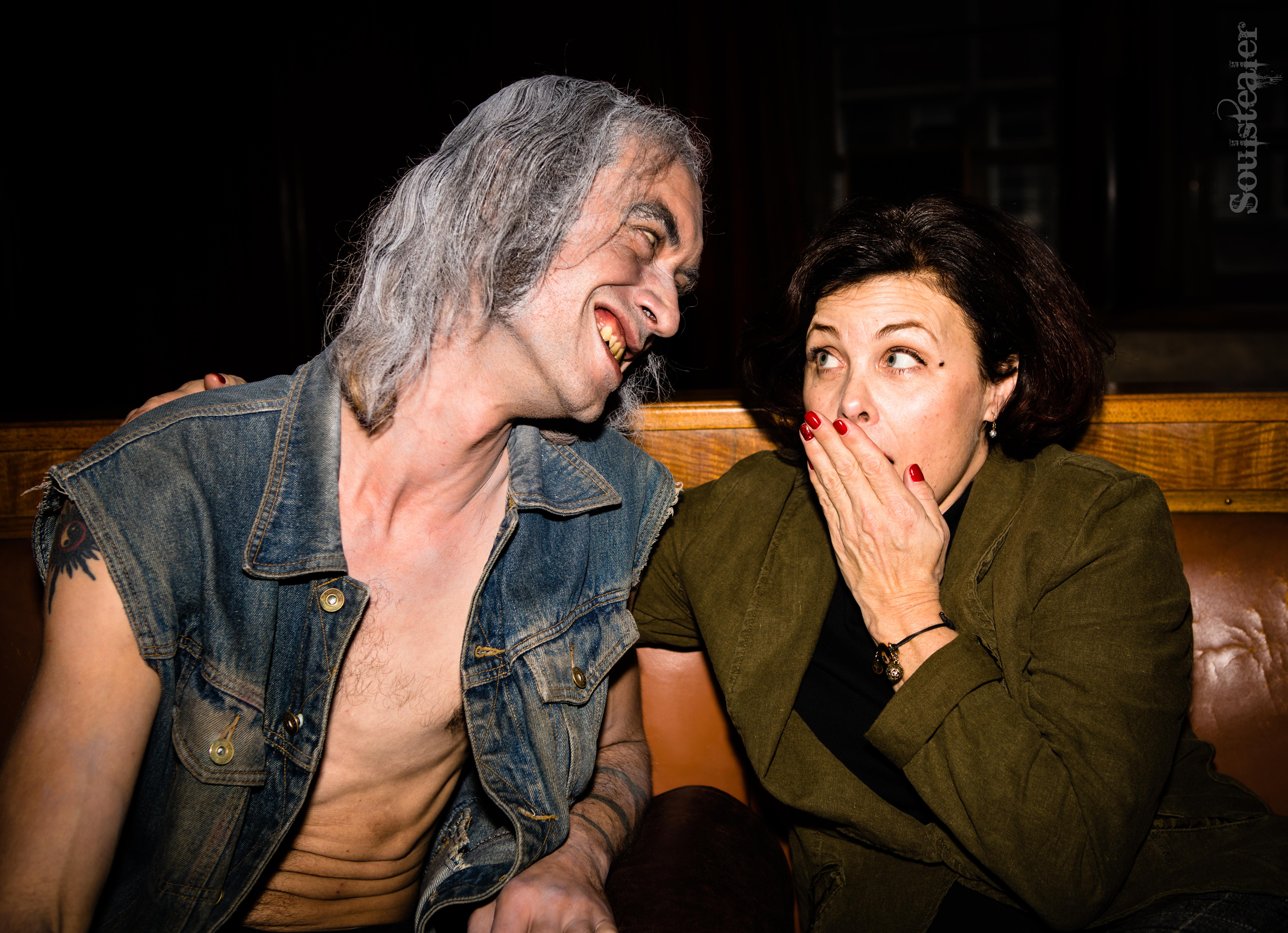
Шерилин Фенн и человек, косплеющий Боба, Лондон, 2017 год

Кроме того, Одри Хорн имела совершенно новую сюжетную линию, которая, по мнению некоторых фанатов, была не слишком ясной и не связана достаточно тесно с основной историей сериала. Это также могло усилить недовольство фанатов малым количеством экранного времени Шерилин Фенн в третьем сезоне. Сам же режиссёр — Дэвид Линч заявил, что судьба Одри Хорн оставлена на усмотрение зрителя и может быть истолкована по-разному.
Фенн не единственный актёр, который получил мало экранного времени в третьем сезоне. Многие другие актёры из оригинального сериала также появлялись на экране недостаточно часто. Возможно, это связано с тем, что создатели сериала хотели создать более сложный и многогранный сюжет, который охватывает множество персонажей и сюжетных линий.
В своей дополнительной книге «Твин-Пикс: Последнее досье», опубликованном вскоре после премьеры третьего сезона, соавтор сериала Марк Фрост рассказал о судьбе Одри после выхода оригинального сериала: «Она вышла из комы через месяц после взрыва банковского хранилища, забеременела от изнасилования двойником Купера и открыла салон красоты. Десять лет спустя она вышла замуж за своего финансового консультанта. Затем она ушла в затворничество».
В 2022 году Шериллин исполнила роль Сары Джейн Маккабин, вдовы с деменцией, которая планирует пройти эвтаназию со своим психически неуравновешенным сыном, в психологической драме «Потеря Эддисон». В этом же году снялась в сериале Сияющая долина вместе с Кортни Кокс.

## Личная жизнь
Шерилин Фенн встречалась с поп-певцом Принсом в 1985 году, в том же году начала отношения с Джонни Деппом, которые продлились несколько лет.
В 1994 году Шерилин Фенн вышла замуж за гитариста и автора песен Тулуза Холлидэя, с которым она познакомилась на съемочной площадке фильма «Три сердца».
У Шерилин Фенн есть два сына: Майлс (род. 1993) и Кристиан (род. 2007).
В 2014 году Шерилин Фенн начала заниматься трансцендентальной медитацией.

## Награды и номинации
- 1990: Номинант премии Эмми за лучшую женскую роль второго плана в драматическом сериале — «Twin Peaks»[38]
- 1991: Номинант премии Золотой глобус за лучшую роль актрисы второго плана в сериале, мини-сериале или фильме, снятом для телевидения — «Twin Peaks»[39].

### Прочие достижения
- Фенн появлялась на обложках таких журналов, как «New York», «Rolling Stone» (вместе с Мэдхен Амик и Ларой Флинн Бойл), «Playboy», «Entertainment Weekly», «The Face[англ.]», «Details (magazine)[англ.]», «SKY[англ.]» и «Harper’s Bazaar»[40][41][42][43][44][45]
- В 1990 году «Us Weekly[англ.]» назвал её одной из «10 самых красивых женщин мира»
- В 1991 году журнал «People» назвал её одной из «50 самых красивых женщин мира»
- Певец и композитор Скримин Джей Хокинс написал и записал в 1993 году песню под названием «Шерилин Фенн», которая вошла в его альбом Stone Crazy. Песня — ода Фенн, которая работала с Хокинсом в «Слиянии двух лун».
- Фенн упоминается в песне «Razor Burn» панк-группы «Lagwagon» в их альбоме 1995 года «Hoss[англ.]»
- В 1995 году журнал «FHM» назвал её одной из «100 самых сексуальных женщин мира»
- В 1996 году «Daily Mirror» назвала её одной из «100 самых красивых женщин мира», а «Femme Fatales[англ.]» назвала её одной из «50 самых сексуальных актрис научной фантастики»[46]
- Фенн вдохновила норвежскую хард-рок-группу «Audrey Horne[англ.]», созданную в 2002 году и названную в честь её персонажа из «Твин Пикс»
- В 2006 году австралийский мужской журнал «Zoo Weekly[англ.]» назвал её одной из «50 самых горячих красоток всех времен»
- В 2020 году Фенн посетила первое комикс-шоу в Фейетвилле вместе с многочисленными актёрами из «Твин Пикс» (Джеймс Маршалл, Рэй Уайз и др.)[47]

## Фильмография
| Год       |     | Русское название                      | Оригинальное название                           | Роль                             |
| --------- | --- | ------------------------------------- | ----------------------------------------------- | -------------------------------- |
| 1984      | ф   | Без тормозов                          | The Wild Life                                   | Пенни Харлин                     |
| 1984      | тф  | Сердце молчит                         | Silence of the Heart                            | Моника                           |
| 1985      | ф   | Парень что надо                       | Just One of the Guys                            | Сэнди                            |
| 1985      | ф   | Вожак                                 | Out of Control                                  | Кэти                             |
| 1985      | с   | Чирс                                  | Cheers                                          | Габриэль                         |
| 1985      | ф   | Дух мщения                            | The Wraith                                      | Кери Джонсон                     |
| 1986      | с   | Сердце города                         | Heart of the City                               | Лайза                            |
| 1986      | ф   | Столкновение                          | Thrashin'                                       | Вельвет                          |
| 1987      | с   | Джамп-стрит, 21                       | 21 Jump Street                                  | Дайан Нельсон                    |
| 1987      | ф   | Школа зомби                           | Zombie High                                     | Сьюзи                            |
| 1987      | ф   | Власть, страсть и убийство            | Power, Passion and Murders                      | Бетти                            |
| 1988      | ф   | Слияние двух лун                      | Two Moon Junction                               | Эйприл Делонгпре                 |
| 1988      | с   | ABC Специально после школы            | ABC Afterschool Specials                        | Бет                              |
| 1988      | ф   | Криминальная зона                     | Crime Zone                                      | Хелен                            |
| 1989      | с   | ТВ 101                                | TV 101                                          | Робин Циммер                     |
| 1989      | ф   | Кровные узы                           | True Blood                                      | Дженнифер Скотт                  |
| 1990      | с   | Твин Пикс                             | Twin Peaks                                      | Одри Хорн                        |
| 1990      | ф   | Меридиан                              | Meridian: Kiss Of The Beast                     | Кэтрин Бомарзини                 |
| 1990      | ф   | Дикие сердцем                         | Wild at Heart                                   | девушка в аварии                 |
| 1990      | ф   | Мечты на задворках                    | Backstreet Dreams                               | Люси Костелло                    |
| 1991      | ф   | Диллинджер                            | Dillinger                                       | Эвелин «Билли» Фрешет            |
| 1991      | ф   | Любовь и смерть в Сансет-мотеле       | Desire and Hell at Sunset Motel                 | Бриджет «Бриди» ДеСото           |
| 1992      | ф   | Дневник наёмного убийцы               | Diary of a Hitman                               | Джейн Зидзик                     |
| 1992      | ф   | Руби                                  | Ruby                                            | Шерил Энн «Кэнди Кейн» ДюДжин    |
| 1992      | ф   | О мышах и людях                       | Of Mice and Men                                 | жена Кёрли                       |
| 1993      | ф   | Три сердца                            | Three of Hearts                                 | Эллен Армстронг                  |
| 1993      | ф   | Елена в ящике                         | Boxing Helena                                   | Елена                            |
| 1993      | ф   | Смертельный инстинкт                  | Fatal Instinct                                  | Лаура Линкольнберри              |
| 1994      | тф  | Пробуждение весны                     | Spring Awakening                                | Марджи                           |
| 1995      | с   | Байки из склепа                       | Tales From The Crypt                            | Эрика                            |
| 1995      | ф   | История Элизабет Тейлор               | Liz: The Elizabeth Taylor Story                 | Элизабет Тейлор                  |
| 1995      | тф  | Раб снов                              | Slave of Dreams                                 | Зулейха                          |
| 1996      | тф  | Сезон в чистилище                     | A Season in Purgatory                           | Кит Брэдли                       |
| 1996      | тф  | Дело об убийстве                      | The Assassination File                          | Лорен Джейкобс                   |
| 1997      | с   | Друзья                                | Friends                                         | Джинджер                         |
| 1997      | ф   | Напиши сценарий                       | Just Write                                      | Аманда Кларк                     |
| 1997      | ф   | Личная жизнь                          | Lovelife                                        | Молли                            |
| 1997      | тф  | Психоаналитик Дона                    | The Don's Analyst                               | Изабелла Леони                   |
| 1997      | тф  | Люди-тени                             | The Shadow Men                                  | Дез Уилсон                       |
| 1998      | ф   | Скольжение                            | Nightmare Street                                | Джоанна Бёрк / Сара Рэндольф     |
| 1998—2001 | с   | Внезапное пробуждение                 | Rude Awakening                                  | Билли Фрэнк                      |
| 1998      | с   | Купидон                               | Cupid                                           | Хелен Дэвис                      |
| 1998      | ф   | Смертельный попутчик                  | Outside Ozona                                   | Марси Дугган Райс                |
| 1998      | с   | Добыча                                | Prey                                            | д-р Слоун Ларкин                 |
| 1999      | тф  | Любовь по-американски                 | Love American Style                             | Нэнси                            |
| 1999      | ф   | Темнота наступает                     | Darkness Falls                                  | Салли Дрисколл                   |
| 2000      | ф   | Цемент                                | Cement                                          | Линдел «Лин» Хольт               |
| 2001      | с   | За гранью возможного                  | The Outer Limits                                | Нора Гриффитс / клон Норы        |
| 2001      | с   | Видения ночи                          | Night Visions                                   | Шарлотта                         |
| 2001      | тф  | Мёртвый сезон                         | Off Season                                      | Пэтти Уинслоу                    |
| 2001      | тф  | Слепцы                                | Blind Men                                       |                                  |
| 2002      | с   | Наблюдение за Элли                    | Watching Ellie                                  | Ванесса                          |
| 2002      | ф   | Ограбление века                       | Swindle                                         | Софи Зенн                        |
| 2002      | с   | Бухта Доусона                         | Dawson’s Creek                                  | Александра «Алекс» Перл          |
| 2002      | с   | Хищные птицы                          | Birds of Prey                                   | д-р Харлин Квинзел / Харли Квинн |
| 2002      | с   | Закон и порядок: Специальный корпус   | Law & Order: Special Victims Unit               | Глория Стэнфилд                  |
| 2002      | тф  | Запах смерти                          | Scent of Danger                                 | Бренна Шоу                       |
| 2003      | ф   | Соединённые штаты Лиланда             | The United States of Leland                     | Энжела Кальдерон                 |
| 2003      | тф  | Ночные волны                          | Nightwaves                                      | Шелби Нейлор                     |
| 2003      | ф   | Воин мечты                            | Dream Warrior                                   | Стерлинг                         |
| 2003—2004 | с   | Бостонская школа                      | Boston Public                                   | Вайолет Монтгомери               |
| 2004      | с   | Морская полиция: Спецотдел            | Navy NCIS: Naval Criminal Investigative Service | Джейн Доу / Сюзанн Макнил        |
| 2004      | с   | Город будущего                        | Century City                                    | Бри Клеменс                      |
| 2004      | ф   | Пещерный человек                      | Cavedweller                                     | M. T.                            |
| 2004      | тф  | Ретро-рок                             | Pop Rocks                                       | Эллисон Харден                   |
| 2004      | тф  | Мистер Эд                             | Mister Ed                                       | Карлотта Поуп                    |
| 2005      | с   | Справедливая Эми                      | Judging Amy                                     | Хизер Рид                        |
| 2005      | с   | 4400                                  | 4400, The                                       | Джин ДеЛинн Бейкер               |
| 2005      | тф  | Офицер убойного отдела                | Officer Down                                    | детектив Кэтрин Шонесси          |
| 2005      | ф   | Смертельная изоляция                  | Deadly Isolation                                | Сюзэн Мэндэвэй                   |
| 2006      | с   | Дамы семейства Гилмор                 | Gilmore Girls                                   | Анна Нардини / Саша              |
| 2006      | с   | C.S.I.: Место преступления Майами     | CSI: Miami                                      | Гвен Крейтон                     |
| 2006      | ф   | Считать погибшей                      | Presumed Dead                                   | детектив Мэри Энн «Куп» Купер    |
| 2006      | ф   | Любовь в большом городе               | Novel Romance                                   | Лайза Нормэйн Стюарт             |
| 2006      | с   | Три луны над Милфордом                | Three Moons Over Milford                        | Джанет Дэвис                     |
| 2007      | ф   | Придурки из Хаззарда: Начало          | The Dukes of Hazzard: The Beginning             | Лулу Хогг                        |
| 2007      | с   | Воры экстра-класса                    | Smith                                           | Дебби Таркенсон                  |
| 2007      | ф   | Форсаж да Винчи                       | Treasure Raiders                                | Лена                             |
| 2007      | ф   | Кулак воина                           | Fist of the Warrior                             | Кэти Барнс                       |
| 2008      | с   | Доктор Хаус                           | House                                           | миссис Соллнер                   |
| 2009      | с   | В простом виде                        | In Plain Sight                                  | Хелен Траск / Хелен Трайлен      |
| 2009      | ф   | Культурные                            | The Scenesters                                  | Барбара Дитрихсон                |
| 2010      | с   | Ясновидец                             | Psych                                           | Модетт Хорнсби                   |
| 2012      | с   | Проект: Феникс                        | Project: Phoenix                                | Елена Хайленд                    |
| 2012      | тф  | Бигфут                                | Bigfoot                                         | шериф Бекки Альварес             |
| 2013      | ф   | Уничтожение                           | Raze                                            | Элизабет                         |
| 2013      | с   | Волшебный город                       | Magic City                                      | мадам Рени                       |
| 2014      | тф  | История Бриттани Мёрфи                | The Brittany Murphy Story                       | Шэрон Мёрфи                      |
| 2014      | с   | Рэй Донован                           | Ray Donovan                                     | Донна Кокрэн                     |
| 2015      | ф   | Неестественный                        | The Unnatural                                   | д-р Ханна Линдвэл                |
| 2016      | с   | Бесстыжие                             | Shameless                                       | Куини Слотт                      |
| 2016      | с   | Особо тяжкие преступления             | Major Crimes                                    | Марша Уокер                      |
| 2016      | ф   | Секреты Эмили Блэр                    | The Secrets of Emily Blair                      | Линда Риган                      |
| 2016      | с   | Мыслить как преступник                | Criminal Minds                                  | Глория Баркер                    |
| 2017      | тф  | Роковая оборона                       | Fatal Defense                                   | инспектор Бэнкс                  |
| 2017      | с   | Признание                             | Confess                                         | Лидия                            |
| 2017      | ф   | Бойся своих желаний                   | Wish Upon                                       | миссис Делука                    |
| 2017      | с   | Твин Пикс                             | Twin Peaks                                      | Одри Хорн                        |
| 2018      | с   | Робоцып                               | Robot Chicken                                   | Катара / Динозавр-мама           |
| 2017—2019 | с   | Спецназ города ангелов                | S.W.A.T.                                        | Карен Стрит                      |
| 2018      | с   | Титаны                                | Titans                                          | Мелисса Рот                      |
| 2019      | с   | Волшебники                            | The Magicians                                   | Этта                             |
| 2019      | кор | Убийцы                                | The Killers                                     | Лора                             |
| 2019      | с   | Голиаф                                | Goliath                                         | Бобби                            |
| 2020      | с   | Маленькая Америка                     | Little America                                  | Лора Буш                         |
| 2020      | ф   | Героиновый выстрел                    | Shooting Heroin                                 | Хейзел                           |
| 2020      | ф   | Имморталист                           | Immortalist                                     | Лаура Сперсони                   |
| 2020      | ф   | В ней что-то было                     | Something About Her                             | Шарлин                           |
| 2022      | с   | Сияющая долина                        | Shining Vale                                    | Робин Курт                       |
| 2022      | ф   | Потеря Эддисон                        | Losing Addison                                  | Сара Джейн МакКаббин             |
| 2023      | ф   | Немая жизнь: История женщины в черном | Silent Life: The Story of the Lady in Black     | Алла Назимова                    |

## Музыкальные клипы
- Bunbury — «Deseos de usar y tirar» (2020)[48]